# Мельникова, Эвелина Борисовна
Эвелина Борисовна Мельникова (9 июня 1925, Москва — 11 августа 2014, там же) — советский и российский учёный-правовед, доктор юридических наук, профессор, главный научный сотрудник Института государства и права РАН, специалист по криминалистике, криминологии и ювенальной юстиции. Заслуженный юрист Российской Федерации.

## Биография
Эвелина Борисовна Мельникова родилась 9 июня 1925 года в Москве в семье заведующего отделом Дальнего Востока народного комиссариата иностранных дел СССР, а затем генерального консула СССР в Китае Мельникова Бориса Николаевича и Нины Исидоровны Мельниковой. Детство провела в Харбине.
- 1947 год — окончила Московский юридический институт.
- 1950 год — 1951 год — заведующая криминалистической лабораторией, преподаватель кафедры уголовного процесса Саратовского юридического института имени Д. И. Курского.
- 1951 год — 1963 год — старший научный сотрудник Всесоюзного института юридических наук Министерства юстиции СССР.
- 1953 год — защита диссертации на соискание учёной степени кандидата юридических наук на тему «Криминалистическое исследование оттисков печати и штампов»[3].
- 1961 год — 1965 год — депутат районного совета города Москвы.
- 1963 год — 1980 год — старший научный сотрудник Всесоюзного института по изучению причин и разработке мер предупреждения преступности при Прокуратуре СССР.
- 1969 год — 1992 год — заместитель председателя женской комиссии Ассоциации советских юристов
- 1972 год — защита диссертации на соискание учёной степени доктора юридических наук на тему «Преступность несовершеннолетних в современном капиталистическом обществе: анализ основных криминологических проблем»[4].
- 1980 год — 1989 год — и. о. профессора Московского областного педагогического института.
- С 1980 года — последовательно старший, ведущий, главный научный сотрудник Института государства и права РАН.

Умерла 11 августа 2014 года в Москве.

## Научная деятельность
В сферу научных интересов Мельниковой Э. Б. входило изучение проблем криминалистики и уголовного процесса. Разрабатывала проблемы преступности несовершеннолетних и ювенальной юстиции.
За годы научной деятельности ею опубликовано более 200 научных работ, среди которых учебники и учебные пособия как для вузов соответствующего профиля, так и для средних общеобразовательных учебных заведений, а также ряд монографий по проблемам криминалистики и криминологии. Её работы включены в программы учебных дисциплин по соответствующим специальностям. Активно публиковалась в таких ведущих научных журналах, как «Правоведение», «Государство и право», «Социалистическая законность», «Советская юстиция» и других.

## Некоторые публикации

### Монографии, учебные пособия
- Мельникова Э. Б. Некоторые вопросы криминалистической идентификации печатей и штампов по оттискам. — М., 1956. — 47 с.
- Мельникова Э. Б. Исследование текстов, выполненных левой рукой: Учебно-методическое пособие. — М., 1960. — 17 с.
- Мельникова Э. Б. Участие специалистов в следственных действиях. — М.: Юридическая литература, 1964. — 87 с.
- Мельникова Э. Б. Мальчишка оступился…. — М.: Знание, 1965. — 80 с.
- Коллектив авторов. Преступность несовершеннолетних в капиталистических странах в 2 т. / Отв. ред. Г. М. Миньковский, А. М. Яковлев. — М.: Юридическая литература, 1967—1970.
- Мельникова Э. Б., Решетников Ф. М. Современная французская криминология. — М., 1972. — 165 с.
- Гуреев П. П., Давыдов Г. П., Мельникова Э. Б., Феофанов Ю. В. Основы советского государства и права: Учебное пособие для 8-го класса / Отв. ред. П. П. Гуреев. — М.: Юридическая литература, 1974. — 174 с. — ISBN 5-02-012937-2.
- Мельникова Э. Б. Правосудие по делам несовершеннолетних: история и современность. — М.: Наука, 1990. — 118 с. — ISBN 5-02-012937-2.
- Мельникова Э. Б. Как уберечь подростка от конфликта с законом: Советы юриста. — М.: Бек, 1998. — 302 с. — (Просто о сложном). — ISBN 5-85639-235-3.
- Мельникова Э. Б. Толковый юридический словарь школьника: Пособие для 7-11 классов. — М.: Вита-Пресс, 2000. — 183 с. — ISBN 5-7755-0100-4.
- Мельникова Э. Б. Ювенальная юстиция. Проблемы уголовного права, уголовного процесса и криминологии: Учебное пособие. — М.: Дело, 2001. — 270 с. — ISBN 5-7749-0176-9.

### Статьи
- Мельникова Э. Б., Петрухин И. Л. О комплексной экспертизе в советском уголовном процессе // Советское государство и право : научный журнал. — 1963. — № 10. — С. 113—117.
- Кудрявцев В. Н., Мельникова Э. Б. Преступность несовершеннолетних и экономическое состояние современной Европы // Советское государство и право : научный журнал. — 1965. — № 3. — С. 118—122.
- Мельникова Э. Б. Применение принудительных мер воспитательного характера к несовершеннолетним правонарушителям в капиталистических странах // Советское государство и право : научный журнал. — 1966. — № 4. — С. 119—125.
- Мельникова Э. Б. Буржуазная криминология о влиянии экономического прогресса на преступность молодежи // Советское государство и право : научный журнал. — 1967. — № 5. — С. 142—145.
- Мельникова Э. Б. Будет ли в России ювенальная юстиция? // Российская юстиция : научный журнал. — 1998. — № 11. — С. 38—40.

## Награды
- Заслуженный юрист Российской Федерации

### Биография
- Мельникова Эвелина Борисовна // Правовая наука и юридическая идеология России: энциклопедический словарь биографий / под ред. В. М. Сырых. — М.: Юрист, 2015. — Т. 4. — С. 85—86. — 942 с. — ISBN 978-5-93916-275-3.
- Иванов, А. Н. История саратовской научной школы криминалистики : монография в 3 частях / А. Н. Иванов, Д. С. Хижняк. Том Часть 1. — Саратов : Саратовская государственная юридическая академия, 2022. — 268 с. —  ISBN 978-5-7924-1787-8.

### Критика
- Головатенко Ю. Основы советского государства и права: Учеб. пособие / П. Гуреев, Г. Давыдов, Э. Мельникова, Ю. Феофанов. — М.: Просвещение, 1973. — 240 с. (Рецензия) // Социалистическая законность : научный журнал. — 1974. — № 4. — С. 91—92.
- Сергеева Н. Основы советского государства и права: Учебное пособие / П. П. Гуреев, Г. П. Давыдов, Э. Б. Мельникова, Ю. В. Феофанов; Отв. ред. П. П. Гуреев. — М.: Юрид. лит., 1974 (Рецензия) // Социалистическая законность : научный журнал. — 1975. — № 8. — С. 92—93.
- Николюк В. В. Мельникова Э. Б. Правосудие по делам о несовершеннолетних: история и современность. — М.: Наука, 1990. — 120 с. (Рецензия) // Государство и право : научный журнал. — 1992. — № 4. — С. 152—154.
- Боботов С. В. Уголовная юстиция: проблемы международного сотрудничества. Коллектив авторов, руководитель проекта В. М. Савицкий, координатор Э. Б. Мельникова, М.: БЕК, 1995. 280 с. (Рецензия) // Государство и право : научный журнал. — 1996. — № 3. — С. 157—160.